# Vertrag von Perleberg

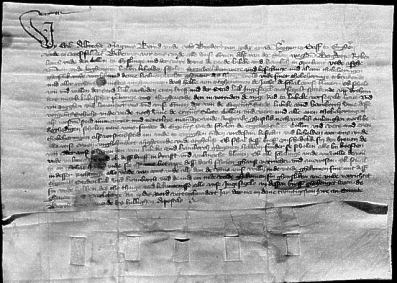
Perleberger Vertrag

Der Vertrag von Perleberg wurde als Friedensvertrag im Jahr 1420 zwischen dem Herzogtum Sachsen-Lauenburg einerseits und den beiden Hansestädten Hamburg und Lübeck geschlossen. Er bedeutete den Schlussstrich unter seit 1401 begonnene kriegerische Auseinandersetzungen um territoriale Streitfragen.
Der Vertragsschluss erfolgte am 23. August 1420 in der Stadt Perleberg in der Westprignitz. Die beiden Hansestädte hatten seit dem Hochmittelalter von den durch Realteilungen geschwächten Herzögen des ohnehin armen Herzogtums zur Sicherung der Straßen und Handelswege zwischen Hamburg und Lübeck, aber auch der Verbindungen über die Elbquerungen nach Süden, wie beispielsweise der Alten Salzstraße über die Stadt Mölln nach Lüneburg, Ortschaften und Gebietsteile durch Kauf erworben oder als Pfand genommen. Durch den Bau des 1398 fertiggestellten Stecknitz-Kanals war das Sicherungsbedürfnis noch verstärkt worden. Die Realteilung in zwei Linien war durch Erbgang 1401 unter Herzog Erich IV. von Sachsen-Lauenburg aufgehoben worden. Der von Lübeck in Bergedorf eingesetzte Vogt Otto von Ritzerau wurde 1401 von Herzog Erich IV. gewaltsam aus dem Pfandbesitz vertrieben. Lübeck war zu dieser Zeit durch innere Unruhen geschwächt und konnte erst 1420 mit der Hilfe Hamburgs das Pfand zurückerobern. Erichs Nachfolger Herzog Erich V. versuchte die Verpfändungen seiner Vorfahren der Linie Mölln-Bergedorf ebenfalls mit allen politischen Mitteln zu revidieren, unterlag den beiden Städten aber militärisch. 
Der Frieden von Perleberg wurde von dem als Außenpolitiker der Hanse bedeutenden Lübecker Bürgermeister Jordan Pleskow und dem Hamburger Bürgermeister Hein Hoyer verhandelt. Auf lauenburgischer Seite standen neben Herzog Erich seine Brüder Bernhard II. und Otto. Im Ergebnis fiel das Amt Bergedorf mit den Vierlanden, Bergedorf und Geesthacht sowie der halbe Sachsenwald an die beiden Städte. Beim halben Sachsenwald handelte es sich jedoch nicht um die Hälfte des Gebietes, sondern um „die Hälfte der Nutzungen am Sachsenwalde, mit Ausschluss der Jagd“ bzw. „den halben Nießbrauch im Raume des ganzen Sachsenwaldes für ewige Zeiten“. Die letzten Anfechtungen hiergegen wurden allerdings erst am 21. Januar 1672 durch das kaiserliche Hofgericht zugunsten der beiden Hansestädte endgültig zurückgewiesen. Die Grenzziehung als Ergebnis des Vertragsschlusses blieb, wenn man vom Sachsenwald einmal absieht, im Wesentlichen bis zum Groß-Hamburg-Gesetz im Jahr 1937 unverändert. Ein Exemplar des Vertrages befindet sich im Archiv der Hansestadt Lübeck.